# Johnny Gavlovski
Johnny Gavlovski Epelboim (Caracas, Venezuela, 26 de enero de 1960) es un psicoanalista, docente y dramaturgo venezolano.

## Biografía
Es un psicoanalista, psicólogo clínico, docente y dramaturgo venezolano. Nace el 26 de enero de 1960, en Caracas, Venezuela.
En 1977, estudia psicología en la Universidad Católica Andrés Bello. Luego, en 1980 entra como pasante en la fundación del Centro de Estudios en Psicoanálisis, bajo la dirección de Luis Hornstein, donde editara la Revista de Psicoanálisis de este mismo Centro, entrevistando a personajes del psicoanálisis como Otto Kernberg y Rafael Paz.
Más adelante, se especializa en tratamiento de pacientes fármacodependientes; y bajo la enseñanza del Dr. Lair Ribeiro, en Brasil, se especializa en tratamientos de ataques de pánico. 
Paralelamente, estudia dirección teatral en la Escuela Juana Sujo con el maestro Herman Lejter; dramaturgia con los maestros Juan Carlos Gene y Rodolfo Santana; y artes plásticas; como escultura con el artista Cándido Millan; dibujo con el maestro Felix Perdomo y materiales en la Escuela Federico Brandt, en Caracas. Tanto en cine como televisión también participó como guionista, en producciones tales como "Luna Llena", donde se le otorga el Premio del Público por Mejor Guion de Cine, en el Festival de San Remo, Italia, del año 1992.
Comienza la incursión de su carrera teatral con las obras “Más allá de la vida”, y “Los puentes rotos” para luego realizar varios montajes en el Ateneo de Caracas, hasta que en 1998, tres de sus puestas en escena de “Casa de muñecas", "Hedda Gabler" y "Espectros", de Henrik Ibsen lo llevan a una intensa actividad docente y de investigación en Escandinavia.
Luego de la Tragedia de Vargas en el año 2000, publica la obra “La última sesión” (2001) que será la consecuencia de su trabajo de voluntariado con más de 3000 damnificados. 
Más adelante, publica el libro “Psicoanálisis y Teatro. El sueño que no cesa” con la participación de Jean Alluch, Adriana Prengler, entre otros miembros de diversas escuelas del psicoanálisis. Con dicha publicación consigue junto a la Editorial Pomaire, crear la colección editorial Mundo Psicoanalítico con la cual publicará 25 ejemplares alrededor de temas clínicos y artísticos.

## Carrera profesional
Actualmente, es docente en la Universidad Metropolitana, en el departamento de humanidades, y ciencias del comportamiento, además es director académico de la plataforma de educación virtual Cultura Mundis donde ofrece varias conferencias y ponencias sobre temas de interés artístico y psicoanalítico en cuanto a cine, series de streaming, series de televisión, a través de diversas plataformas de difusión.

## Obras

### Libros
- "Sublimaciones, Psicoanálisis y Arte"[7]
- "Cuerpo de ámbar"[8]
- "Ana, recuerdos de la casa verde"[9]
- "El mago de la luz"[10]
- "Los puentes rotos"[11]
- "El vuelo" para "Colección Opera Prima" del CONAC.[12]
- "El teatro de Gavlovski" [13]
- "Habitante del fin de los tiempos" [14]
- "Ruido de piedras"[15]
- "Abriendo el telón"[16]
- "Pollock desnudo ...con cuchillo"[17]

### Compilaciones
- "Been There, Read That!"[18]
- "Sin límites. Conductas de riesgo" [19]
- "Psicoanálisis y teatro. El sueño que no cesa"[20]

### Obras de teatro

#### 1986 - 1999
- "El vuelo"[12]
- "Más allá de la vida"
- "Puentes rotos"[11]
- "Concierto para tres silencios"[21]
- "Hombre"
- "El último verano de Blanche"

#### 1998 - 1999 (Obras cortas)
- "El otro Galilei"
- "Desde tus ruinas, Jerusalem"
- "El gato de Freud"[22]
- "El día que ganó Susana Duijm"
- "Filipo de Crotona"

#### 2000
- “La última sesión”[23]
- “Hola, tú”

#### 2004 - 2009
- "La bruja"

#### 2014
- "Dios, al otro lado del mar"[24]
- "Par de tres"[25]
- "La escalera de Jacob"[26]

#### 2015
- "Orquesta de señoritas... En Macuto"

#### 2017
- "Instinto"[27]
- "El reto"[28]
- "Caracas Gótica"[29]
- "Fuego"[30]
- "La postal de Lily"[29]
- "La Cleptómana"[31]

#### 2020
- "El hombre que quiso amar"[32]

## Distinciones
- Poesía UCAB. (Primer Lugar, 1978)
- "Los Puentes Rotos"[33] (Premio Municipal de Teatro de Caracas, 1989)
- Firma en el Libro de Honor de la Facultad de Filosofía y Letras de la Universidad Carolina de Praga (República Checa, 1997)
- Mejor Guion de Cine, "Luna Llena", Festival de San Remo, Italia. (Premio del Público, 1992)[34]
- Reconocimiento al mérito. Universidad de Los Andes. Mérida. (Venezuela, 2000)
- Mejor Dramaturgo, "La Última Sesión" Actors of the World, Londres, Reino Unido. (Premio Actors of the World, 2008)[35]

- Mejor Director teatral, “Animales Feroces”, Caracas Venezuela (Festival Interclub, 2013)
- Reconocimiento en la Facultad de Arte y Teatro Románico de la Universidad de Warsovia, Polonia (2014)